# John Maxwell (golfista)
John Riley Maxwell (Olena, 16 luglio 1871 – Keokuk, 3 giugno 1906) è stato un golfista statunitense.

## Carriera
Nel 1900, Maxwell vinse i primi Iowa Amateur mentre tre anni dopo vinse i Trans-Mississippi Amateur.
Partecipò ai Giochi olimpici di Saint Louis 1904, dove vinse una medaglia d'argento nel torneo a squadre.
Nel 2011, Maxwell fu introdotto nella Iowa Golf Hall of Fame.

## Palmarès
In carriera ha conseguito i seguenti risultati:
- Giochi olimpici

St. Louis 1904: una medaglia d'argento nel torneo a squadre.